# Spathoglottis stenophylla
Spathoglottis stenophylla là một loài thực vật có hoa trong họ Lan. Loài này được Ridl. miêu tả khoa học đầu tiên năm 1886.